# Burgkirchen an der Alz
Burgkirchen an der Alz är en kommun och ort i Landkreis Altötting i Regierungsbezirk Oberbayern i förbundslandet Bayern i Tyskland.